# いそゆき (護衛艦)
いそゆき（ローマ字：JS Isoyuki, DD-127）は、海上自衛隊の護衛艦。はつゆき型護衛艦の6番艦。｢いそゆき｣の名は｢磯に降る雪｣即ち「磯雪」に由来する。なお、艦艇名としては旧海軍通して初の命名である。

## 艦歴
「いそゆき」は、中期業務見積もりに基づく昭和55年度計画2,900トン護衛艦2215号艦として、石川島播磨重工業東京第1工場で1982年4月20日に起工され、1983年9月19日に進水、1985年1月23日に就役し、第1護衛隊群に直轄艦として編入され横須賀に配備された。
1985年3月14日、第1護衛隊群隷下に第43護衛隊が新編され同日付で就役した「はるゆき」とともに編入された。
1986年及び1988年に環太平洋合同演習 (RIMPAC) に参加。
1989年3月17日、第43護衛隊が第4護衛隊群隷下に編成替え。
1990年、環太平洋合同演習(RIMPAC) に参加。
1993年、遠洋練習航海に参加。
1995年3月2日、第4護衛隊群司令部の呉基地移転に伴い、呉に転籍。
1997年3月24日、隊番号の改正により第43護衛隊が第4護衛隊に改称。
1999年6月23日、佐世保地方隊第23護衛隊に編入され佐世保に転籍。
2008年3月26日、自衛艦隊の大改編により、第23護衛隊が第13護衛隊に改称され、護衛艦隊隷下に編成替え。
2010年10月13日から14日にかけて「あさゆき」とともに大韓民国（釜山）及び同周辺海域において実施された大韓民国主催拡散に対する安全保障構想(PSI)海上阻止訓練に参加した。
2013年5月から平成25年度遠洋練習航海に参加、8月7日にはポーランドのグディニャ港に寄港し、同月10日には両国初となる海上合同軍事演習を行った。
2014年3月13日、｢すずつき｣の就役にともない除籍。
最終所属は護衛艦隊第13護衛隊、定係港は佐世保であった。
その後、同年7月23日、JMU舞鶴事業所へ回航。艦型標的への改造が実施され、計測用の白ペイントが施された。以後、XASM-3の弾頭・信管関連の静爆試験に使用された。
2015年11月、スクラップとして売却され、舞鶴から解体業者（八代港）に向けて回航された。

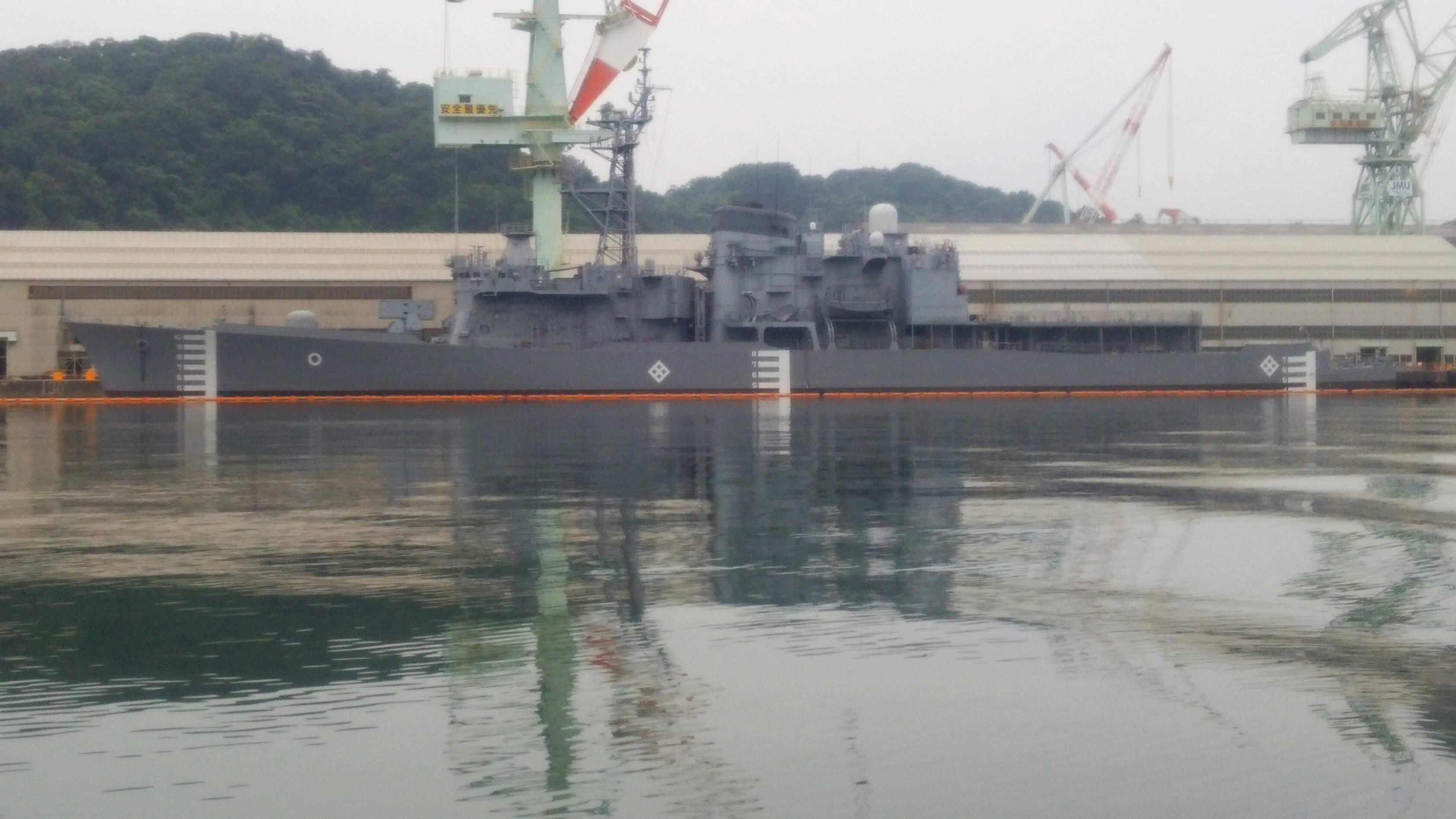
除籍後、JMU舞鶴事業所において実艦的への改造を施された元「いそゆき」

### 歴代艦長
| 代 | 氏名       | 在任期間              | 出身校・期          | 前職                               | 後職                             | 備考                               |
| -- | ---------- | --------------------- | ------------------- | ---------------------------------- | -------------------------------- | ---------------------------------- |
| 01 | 平田清勝   | 1985.1.23 - 1986.3.19 | 防大8期             | いそゆき艤装員長                   | 海上自衛隊幹部学校               | 1等海佐                            |
| 02 | 齊藤公則   | 1986.3.20 - 1987.6.30 | 防大9期             | プログラム業務隊付                 | あまつかぜ艦長                   |                                    |
| 03 | 中田 勲    | 1987.7.1 - 1989.3.19  | 防大12期            | 海上幕僚監部総務部総務課           | 海上自衛隊幹部学校付             |                                    |
| 04 | 成影 務    | 1989.3.20 - 1990.8.19 | 防大14期            | 海上幕僚監部防衛部防衛課           | 自衛艦隊司令部幕僚               |                                    |
| 05 | 寺田世紀男 | 1990.8.1 - 1992.2.4   |                     | しらね砲雷長                       | 護衛艦隊司令部幕僚               |                                    |
| 06 | 吉田 修    | 1992.2.5 - 1992.8.31  | 防大18期            | かとり副長                         | 大湊地方総監部管理部総務課長     |                                    |
| 07 | 八木場紀元 | 1992.9.1 - 1994.3.24  | 防大14期            | 海上幕僚監部副監察官               | 運用開発隊運用開発第1科長        |                                    |
| 08 | 瀬戸 大    | 1994.3.25 - 1995.5.31 |                     | 海上幕僚監部人事教育部人事課       | 呉基地業務隊補充部付             |                                    |
| 09 | 井上常生   | 1995.6.1 - 1998.3.29  |                     | 海上自衛隊第1術科学校総務課長      | むろと副長                       |                                    |
| 10 | 河村正雄   | 1998.3.30 - 1999.3.31 | 防大25期            | しまゆき船務長 兼 副長             | 海上幕僚監部人事教育部補任課     |                                    |
| 11 | 弘中顯光   | 1999.4.1 - 2000.5.9   | 防大21期            | プログラム業務隊 プログラム第2科長 | 護衛艦隊司令部幕僚               |                                    |
| 12 | 青木 均    | 2000.5.10 - 2001.8.19 |                     | 第1ミサイル艇隊司令                |                                  |                                    |
| 13 | 村田頼重   | 2001.8.20 - 2002.8.19 | 防大25期            | 自衛艦隊司令部幕僚                 | 海上幕僚監部防衛部運用課         |                                    |
| 14 | 在原政夫   | 2002.8.20 - 2004.3.25 | 防大28期            | 第3護衛隊群司令部幕僚              |                                  | 2004.1.1 1等海佐昇任               |
| 15 | 村田耕一   | 2004.3.26 - 2005.3.31 | 防大26期            | 自衛艦隊司令部幕僚                 | 海上幕僚監部防衛部指揮通信課     | 就任時3等海佐 2004.7.1 2等海佐昇任 |
| 16 | 伊藤 弘    | 2005.4.1 - 2006.3.30  | 防大32期            | 海上幕僚監部防衛部防衛課           | 海上幕僚監部人事教育部補任課     |                                    |
| 17 | 齋藤 聡    | 2006.3.31 - 2007.3.29 | 防大33期            | 第4護衛隊群司令部幕僚              | 護衛艦隊司令部幕僚               |                                    |
| 18 | 藤原秀幸   | 2007.3.30 - 2008.3.25 | 防大33期            | むろと副長                         | 防衛大学校首席指導教官           |                                    |
| 19 | 保泉哲也   | 2008.3.26 - 2009.3.31 | 防大26期            | ましゅう副長                       | 第2ミサイル艇隊司令              | 就任時3等海佐                      |
| 20 | 川久保正彦 | 2009.4.1 - 2010.3.24  | 法政大学・ 41期幹候 | 海上幕僚監部防衛部防衛課           | 海上自衛隊幹部学校付             | 2012.1.1 1等海佐昇任               |
| 21 | 鐘江 茂    | 2010.3.25 - 2011.3.24 | 防大26期            | 第1ミサイル艇隊司令                | 佐世保海上訓練指導隊対潜戦術科長 |                                    |
| 22 | 宇貞久成   | 2011.3.25 - 2012.3.22 | 防大28期            | ましゅう副長                       | 佐世保海上訓練指導隊砲雷科長     |                                    |
| 23 | 青木 操    | 2012.3.23 - 2014.3.13 | 防大36期            | 海上訓練指導隊群司令部             | 海上自衛隊幹部学校付             |                                    |